# El ataúd del vampiro
El ataúd del vampiro es una película de terror mexicana de 1958 dirigida por Fernando Méndez y protagonizada por Abel Salazar, Ariadne Welter, Germán Robles y Alicia Montoya. Es la secuela de la anterior película El vampiro (1957), en la que también actuaron Salazar y Welter junto a Carmen Montejo.

## Argumento
En Sierra Negra, dos saqueadores de tumbas sacan de la cripta el ataúd del conde Karol de Lavud, a pesar de la resistencia de María Teresa. Se dirigen en auto a un hospital, donde el codicioso Barraza ve un medallón cuando se abre el ataúd y exige más dinero a su socio, el Doctor Mendoza. Mientras tanto, en el mismo hospital, Marta González trabaja como enfermera con el Dr. Enrique Saldívar y aún se recupera de los hechos ocurridos en Sicomorros. 
Cuando el Dr. Mendoza busca al Dr. Enrique para decirle que ha robado el ataúd del vampiro para estudiar sus células, Barraza regresa a la habitación y quita la estaca de madera para robar el medallón del Conde Lavud. El vampiro vuelve a la vida y comienza una ola de crímenes en la ciudad, persiguiendo a Marta para casarse con ella.

## Reparto
- Abel Salazar como Dr. Enrique Saldívar
- Ariadne Welter como Marta González
- Germán Robles como Conde Karol de Lavud
- Yerye Beirute como Barraza
- Alicia Montoya como María Teresa
- Guillermo Orea como Doctor Mendoza
- Carlos Ancira como Gerente del museo
- Antonio Raxel como Director de hospital
- Lourdes Azcarraga como Víctima de vampiro (no acreditado)
- Irma Castillón como Niña en hospital (no acreditado)
- Jorge Chesterking como Turista museo (no acreditado)
- Felipe del Castillo como Mesero (no acreditado)
- Jesús Gómez como Policía
- Carlos Hennings como Turista museo
- José Muñoz como Comandante policía
- Carlos Robles Gil como Turista del museo (no acreditado)